# Tegenpaus Theodorus II
Theodorus II was een tegenpaus.
Na het overlijden van Johannes V in augustus 686, ontstond onenigheid tussen de clerus en de burgerij van Rome. Beide partijen konden het niet eens worden over een gemeenschappelijke kandidaat. De burgerij, met name de milities, koos in dat conflict voor Theodorus als paus.
In oktober van dat jaar werden beide zijden het alsnog eens en werd Conon tot paus gekozen. Deze stierf een jaar later, waarna Theodorus zich als paus opwierp. Tegelijkertijd meldde zich nog een pretendent. De kerkelijke partij schaarde zich achter Paschalis I. Er ontstond een wedloop tussen beiden wie zich het eerst meester kon maken van het Lateraan. Theodorus won die race. Tegelijkertijd werden beide kampen het alsnog eens over een gemeenschappelijke kandidaat: Sergius I.
Theodorus accepteerde zijn nederlaag en trok zich terug. Overigens is over hem, behalve dat hij tot tweemaal toe bijna paus werd, verder niets bekend. Het is kwestieus of hij echt als tegenpaus beschouwd kan worden.
Cursief: tegenpaus